# Llengües de les illes Andaman
Les llengües de les illes Andamán o llengües andamaneses són una família de llengües parlades a les illes Andaman, un territori de l'Índia. Existeixen dues subfamílies reconegudes, les llengües gran andamaneses i les llengües andamaneses del sud. El grup gran andamanès es divideix en els grups central i del nord.
Totes les llengües andamaneses septentrionals, a excepció de l'Aka-Jeru i les llengües del sud, es van extingir en el segle xx, i actualment molts dels andamanesos són parlants d'hindi. Les llengües meridionals (llengües onganes) han aconseguit sobreviure principalment gràcies a l'aïllament i a l'extrema hostilitat que els seus parlants han mantingut (i en el cas del sentinelès encara mantenen) contra persones de l'exterior.

## Classificació interna
Les llengües de la família inclouen:
- Gran andamanès
  - Central
    - llengua bea, Aka-bea o bea (llengua morta) és una llengua extingida de les illes Andaman, a l'Índia.[2] Es parlava a l'estret d'Andaman occidental i pels volts de la costa d'Andaman Sud septentrional i occidental.
    - Akar-bale o bale (llengua morta)
    - Aka-kede o kede (llengua morta)[3]
    - Aka-kol o kol (llengua morta)[3]
    - Oko-juwoi (també conegut simplement com a Juwoi) és una llengua extingida de les illes Andaman, a l'Índia.[4][3]
    - A-pucikwar o pucikwar, extingida en algun moment després de 1931[5] de les illes Andaman, a l'Índia.[3] Com la resta de les Llengües de les illes Andaman, és una llengua aglutinant, que forma els seus mots per encadenat o combinació de morfemes amb un ús important de prefixes i sufixes, i té una categoria gramatical basada en parts del cos.[6]

  - del nord
    - Aka-cari o cari (llengua morta)
    - Aka-Kora o kora (llengua morta)
    - Aka-Jeru o jeru; 36 parlants en 1997, bilingües en hindi
    - Aka-Bo o bo (llengua morta)[7]
- Andamanès del sud (ongà)
  - Önge; 96 parlants l'any 1997, gairebé tots monolingües
  - Järawa; 200 parlants l'any 1997, gairebé tots monolingües

A més cal assenyalar:
- Sentinelès; possiblement 50 parlants; no hi ha material publicat, ni tan sols una llista de paraules i, per tant, no hi ha una classificació segura.

## Relacions amb altres llengües
Greenberg (1971) col·loca aquestes llengües dins de les anomenades llengües indo-pacífiques, juntament amb les llengües papús i les llengües tasmanes. No obstant això, la majoria de lingüistes rebutja aquesta proposta i considera que aquestes llengües no estan emparentades amb altres grups lingüístics.

## Antropologia dels andamanesos
Si bé els arguments antropològics o culturals no poden constituir una base ferma sobre la qual establir relacions lingüístiques en certes ocasions existeix correlació entre les dades antropològiques i les dades lingüístiques.
Els habitants de les illes Andaman són físicament negritos - de baixa alçada i pell fosca que sobreviuen en petits reductes de l'Àsia tropical i Nova Guinea. De totes maneres, tots els altres grups de negritos d'Àsia continental han adoptat llengües estretament emparentades a pobles no negritos que els envolten. Les llengües de les illes Andaman tampoc mostren similituds amb les llengües de les illes Nicobares. Això ha portat a especular que les llengües andamaneses podrien representar la llengua original (o una de les llengües originals) parlades pels negritos asiàtics abans que altres grups ocupessin la seva àrea d'extensió original, quedant la distribució fragmentada que es veu en l'actualitat.

## Descripció lingüística

### Gramàtica
Les llengües andamaneses són més aviat aglutinants, amb un extens sistema de prefixos i sufixos.
Possiblement la característica més distintiva és un sistema de classes de substantius basats en parts del cos. Cada substantiu i adjectiu pot prendre un prefix d'acord amb la part del cos amb la qual està associat. Així, per exemple el aka- al començament dels noms de llengües d'Andaman és el prefix per a objectes relacionats amb la llengua. Un exemple per a un adjectiu ho representa les diverses formes de yop, plegable, tou, en aka-bea: un "coixí" és ot-yop rodó-tou, del prefix per a les paraules relacionades amb el cap o el cor; una "canya" és ôto-yop, plegable amb el prefix per a coses llargues; un "pal" o un "llapis" és aka-yop, punxegut amb el prefix per a llengua; un "arbre caigut" és ar-yop, podrit amb el prefix per a cames o coses erectes. De forma similar beri-nga "bé" resulta en un-beri-nga "llest" (mà-bé), ig-beri-nga "que té bona vista" (ull-bo), aka-beri-nga "que aprèn llengües ràpidament" (llengua-bó).
Una altra peculiaritat quant a les parts del cos és que requereixen imperativament un pronom possessiu: no es pot dir cap sense més, cal dir el meu cap o el seu cap.
Els pronoms bàsics són pràcticament idèntics en totes les llengües del grup gran andamanès. L'aka-bea servirà d'exemple representatiu (els pronoms es donen en la seva forma prefixal bàsica):
| jo, el meu              | d  | nosaltres, el nostre | m  |
| el teu, els teus        | ng | vosaltres, el vostre | ng |
| ell, ella, això, el seu | -  | ells, elles, el seu  | -  |

Els pronoms de la subfamília del sud són bastant diferents. Se citen les de l'onge:
| jo, el meu              | el meu | nosaltres, el nostre | eti  |
| el teu, els teus        | ngi    | vosaltres, el vostre | ni   |
| ell, ella, això, el seu | gi     | ells, elles, el seu  | ekwi |

Si s'ha de jutjar per les fonts disponibles, les llengües de les illes Andaman només tenen dos nombres cardinals: el "1" i el "2". No obstant això, curiosament, tenen almenys sis nombres ordinals. Aquesta llacuna en el vocabulari s'arranja quan és necessari amb l'ús del llenguatge de signes.

### Exemples
El següent poema en aka-bea va ser escrit pel cap Jambu després d'haver estat alliberat d'una pena de presó de sis mesos per homicidi.
| Original: | Transcripció: | Traducció a l'anglès: | Traducció: |
| ngô:do kûk l'àrtâ:lagî:ca, m?:ro el:dt. kâ igbâ:dàla m?:ro el:mo lê aden:yarà p?:-t?t läh. aden:yarà p?:-t?t läh. (tornada) | el teu cor-trist està, cel-faç a allí mirant mentre, cel-faç d'ona a mirant mentre, bambú llança a recolzar-estar. | Thou art sad at heart, gazing there at the sky's surface, gazing at the ripple on the sky's surface, leaning on the bamboo spear. | El teu cor està trist, mirant allí a la faç del cel, mirant a l'ona sobre la faç del cel, recolzat en la llança de bambú. |

Nota 1: La traducció a l'anglès és d'I. H. Man (1902).

Nota 2: Tal com és típic en la poesia andamanesa, les paraules i l'estructura de les frases han estat una mica abreujades per a obtenir el ritme desitjat.

### Comparació lèxica
Els numerals comparats de diferents varietats de llengües andamaneses modernes, junt amb la reconstrucció per la protollengua són:
| GLOSA | Gran andamanès (Aka Jeru)              | Ongà         | Ongà        | Ongà            |
| GLOSA | Gran andamanès (Aka Jeru)              | Järawa       | Önge        | PROTO- ONGÀ[10] |
| ----- | -------------------------------------- | ------------ | ----------- | --------------- |
| 1     | ontɔpɔlɔ                               | waya         | -i-uaiya    | *waya           |
| 2     | tɛtabui ~ irʈubui ~ ɲɛrtaɸul / onɟiŋkɔ | naːya        | -i-naga     | *naga           |
| 3     | ondaːfol / encinkɔ                     | kaŋitəjile   | -i-rejidda  | *-təjida        |
| 4     |                                        | ənə itəjile  | manyː ilake |                 |
| 5     |                                        | mala ʈʰuhumə |             |                 |